# والار دوهاریس
«والار دوهاریس» (انگلیسی: Valar Dohaeris) قسمت نخست از فصل سومِ مجموعهٔ تلویزیونیِ خیال‌پردازانهٔ بازی تاج‌وتخت و قسمت ۲۱ از کلِ این سریال است.
فیلم‌نامه‌نویس‌های این قسمت دیوید بنیاف و دی. بی. وایس و کارگردان آن دانیل میناهان است و این قسمت در ۳۱ مارس ۲۰۱۳ منتشر شد.
عنوان این قسمت در زبان والریایی به معنای «همه مردان باید خدمت کنند» است. این عنوان، در تقابل با قسمتِ آخرِ فصل دوم یعنی والار مورگولیس است که در زبان والریایی بدین معناست: «همه مردان باید بمیرند».